# Ізабель Ітурбуру
Ізабель Ітурбуру (нар. 24 лютого 1983) — французька спортивна журналістка та телеведуча .

## Життя та кар'єра
Ізабель Ітурбуру народилася в По в департаменті Піренеїв-Атлантик, в сім"ї власника продуктових магазинів баскського походження. Вона брала участь у конкурсі краси та була обрана міс По-Беарн у 2001 році.
У 2005 році брала участь у п'ятому сезоні Nouvelle Star і потрапила до числа п'ятнадцятих учасників фіналу, які мали честь співати після першої прем'єри « Балтарда» , після чого виконали пісню. «Метелик» від гурту Superbus .
Після вивчення курсу з міжнародної торгівлі в 2009 році її взяли на роботу на телеканалі « Інфоспорт +» групи « Канал +», де вона презентувала багато спортивних програм, таких як Sports Dimanche, L'Édition du Soir та La Matinale Sports . Під час чемпіонату світу з регбі 2011 року вона представляє Жур де Купе дю Монде кожного вихідного на каналі + .
У лютому 2012 року, після від'їзду Даррена Тулетта, вона домоглася презентувати його Samedi Sport на Canal +, представляла Des décodeurs на Infosport +. У сезоні 2012—2013 років Ізабель Ітурбуру залишає презентації в « Самді-спорт», її замінила Наталі Іанетта, і тепер представляє Жур де регбі . Вона також представляє чемпіонат Вімблдону та документальний фільм під назвою « Гранд формат на каналі + спорт» .

## Особисте життя
У 2010 році Ізабель Ітурбуру вийшла заміж за аргентинського регбіста Гонсало Кесаду, який потім став тренером з регбі. Вона познайомилася з ним, коли він був гравцем у секції Paloise, регбі-клубі міста По, міста, звідки вона родом.